# N. Richard Nash
N. Richard Nash o John Roc, pseudonimo di Nathan Richard Nusbaum (Filadelfia, 8 giugno 1913 – Manhattan, 11 dicembre 2000), è stato uno scrittore, drammaturgo e sceneggiatore statunitense.

## Biografia
Nato l'8 giugno 1913 a Filadelfia, ha conseguito un B.A. all'Università della Pennsylvania nel 1934.
Scrittore per il teatro, il cinema e la televisione, ha insegnato al Bryn Mawr College, a Yale e a Princeton.
Autore anche di romanzi, alcune sue opere sono state adattate per il cinema; l'ultima, in ordine cronologico, è Cry Macho - Ritorno a casa, trasposta in pellicola da Clint Eastwood, dopo vari tentativi di altri registi e attori, nel 2021.
È morto a 87 anni l'11 dicembre 2000 a Manhattan.

## Opere principali

### Romanzi
- Winter Blood (1971) (firmato John Roc)
- Cry Macho (1975)
- Vento da est, pioggia (East, Wind Rain), Milano, Sonzogno, 1977 traduzione di Tilde Arcelli Riva
- The Last Magic (1978)
- Aphrodite's Cave (1980)
- Radiance (1983)
- Gerusalemme (Behold the Man, 1986), Milano, SugarCo, 1988 traduzione di Katia Bagnoli
- The Wildwood (2000)

### Teatro
- The Second Best Bed (1946)
- The Young and Fair (1948)
- See the Jaguar (1952)
- The Rainmaker (1954)
- Girls of Summer (1956)
- Handful of Fire (1958)

## Filmografia parziale

### Sceneggiature
- Smarrimento (Nora Prentiss), regia di Vincent Sherman (1947)
- Filibustieri in gonnella (The Sainted Sisters), regia di William D. Russell (1948)
- Abbasso mio marito (Dear Wife), regia di Richard Haydn (1949)
- La croce di diamanti (Mara Maru), regia di Gordon Douglas (1952)
- Il mago della pioggia (The Rainmaker), regia di Joseph Anthony (1956)
- Elena di Troia (Helen of Troy), regia di Robert Wise (1956)
- Porgy and Bess, regia di Otto Preminger (1959)
- Cry Macho - Ritorno a casa (Cry Macho), regia di Clint Eastwood (2021)

### Soggetto
- Cry Macho - Ritorno a casa (Cry Macho), regia di Clint Eastwood (2021)

## Televisione (parziale)

### Sceneggiatore
- General Electric Theater serie TV (1953)
- The Philco Television Playhouse serie TV (1953)
- Cheyenne serie TV (1957)
- Matinee Theatre serie TV (1957)
- Arrivano le spose (Here Come the Brides) serie TV (1968)